# Joshua Hawkins
Joshua Hawkins (ur. 9 lutego 1994) – nowozelandzki lekkoatleta specjalizujący się w biegu na 110 metrów przez płotki.
Podczas igrzysk olimpijskich młodzieży w Singapurze (2010) zajął piątą lokatę w finale B. W 2011 został wicemistrzem świata juniorów młodszych.
Rekord życiowy: 13,97 (5 marca 2014, Sydney).

## Osiągnięcia
| Rok  | Impreza                                            | Miejsce         | Lokata                | Wynik |
| ---- | -------------------------------------------------- | --------------- | --------------------- | ----- |
| 2010 | Mistrzostwa Australii i Oceanii juniorów młodszych | Sydney          | 2. miejsce            | 14,20 |
| 2010 | Igrzyska olimpijskie młodzieży                     | Singapur        | 5. miejsce w finale B | 14,59 |
| 2011 | Mistrzostwa świata juniorów młodszych              | Lille Metropole | 2. miejsce            | 13,44 |